# Marcelo Carracedo
Marcelo Carracedo (Buenos Aires, 16 april 1970) is een voormalig Argentijns voetballer.